# Hipoteza cyklu życia
Hipoteza cyklu życia – teoria konsumpcji zaproponowana przez ekonomistów Irvinga Fishera i Roya Harroda i rozwinięta w 1957 roku przez Alberta Ando i Franco Modiglianiego. Zgodnie z tą teorią jednostki przeznaczają na konsumpcję stały ułamek wartości bieżącej swojego dochodu uzyskanego na przestrzeni całego życia.

## Opis
Hipoteza cyklu życia stanowi alternatywę dla hipotezy dochodu absolutnego zaproponowanej przez Johna Maynarda Keynesa, według której wydatki konsumpcyjne jednostki zależą od jej bieżącego dochodu rozporządzalnego, a oszczędzają tylko jednostki o wysokich dochodach. Hipoteza cyklu życia stanowi też alternatywę dla hipotezy dochodu permanentnego Miltona Friedmana, zgodnie z którą dochód permanentny to średni dochód, jaki ludzie spodziewają się osiągnąć w długim okresie.
Modigliani argumentował, że konsument dąży do stabilnego standardu życia materialnego, wyznaczonego przez dochód permanentny, i temu celowi podporządkowuje on swoje oszczędności - stanowią one różnicę między poziomem stałej stopy życiowej a wysokością osiąganych dochodów w ciągu życia. Dowodził, że poziom dochodów konsumenta ulega zmianom wraz z wiekiem. W młodości ludzie uzyskują zbyt niskie dochody, aby osiągnąć wysoki standard życia, co zmusza do stałych oszczędności i zaciągania kredytów. Sytuacja zmienia się z upływem lat. Rosnące dochody powoli obniżają poziom oszczędności, gdyż ludzie spłacają zaciągnięte w młodości kredyty, jednak muszą zachować taki poziom oszczędności, który pozwoli im w wieku emerytalnym, kiedy znowu będą mieć niskie dochody, na życie na swojej stałej stopie życiowej. W przekonaniu Modiglianiego, motywem oszczędzania jest chęć zabezpieczenia dochodu na starość, a nie troska o potomstwo.